# Lijst van oorlogsmonumenten in Eemnes
De Nederlandse gemeente Eemnes heeft 1 oorlogsmonument. Hieronder een overzicht.
| Nr.  | Object            | Herdachte groep                  | Ontwerper                | Onthulling  | Type            | Locatie                              | Plaats | Coördinaten                  | Foto              |
| ---- | ----------------- | -------------------------------- | ------------------------ | ----------- | --------------- | ------------------------------------ | ------ | ---------------------------- | ----------------- |
| 1948 | Vrijheidsmonument | algemeen, geallieerde militairen | Peter Zwart (20-11-1911) | 2 mei 1987  | beeld/sculptuur | Plantsoen, 3755 HH                   | Eemnes | 52° 15' 5" NB, 5° 15' 42" OL | Vrijheidsmonument |
| 3892 | Lancastermonument | geallieerde militairen           |                          | 7 juli 2015 | overig          | Zuid Ervenweg / Anna Louwenweg, 3755 | Eemnes | 52° 13' 41" NB, 5° 17' 3" OL | Lancastermonument |

Amersfoort ·
Baarn ·
Bunnik ·
Bunschoten ·
De Bilt ·
De Ronde Venen ·
Eemnes ·
Houten ·
IJsselstein ·
Leusden ·
Lopik ·
Montfoort ·
Nieuwegein ·
Oudewater ·
Renswoude ·
Rhenen ·
Soest ·
Stichtse Vecht ·
Utrecht ·
Utrechtse Heuvelrug ·
Veenendaal ·
Vijfheerenlanden ·
Wijk bij Duurstede ·
Woerden ·
Woudenberg ·
Zeist